# 麻火佑太郎
麻火 佑太郎（あさひ ゆうたろう、1999年8月20日 - ）は、日本の男性キックボクサー。長野県上田市出身。RISEスーパーライト級3位。TENKAICHI G ライト級王者。

## 経歴
地元長野で年長から小学6年生まで新極真会にて空手を学ぶ、中学に上がったタイミングでキックボクシングに転向し、Club TOSHIでテコンドーも一緒に学ぶ。
ベースはキックボクシングで両立しながらテコンドーも習っていた。
上田千曲高校へ入学。
高校では生徒会長をしていた。
2016年11月13日TENKAICHI G 16でキックボクシングにデビュー。

K-1甲子園2017に出場。
準決勝で兼田将暉と対戦し判定負けし、3位となった。
K-1甲子園2017はK-1フェザー級王者の椿原龍矢、K-1バンタム級王者黒田斗真、K-1カレッジ2020王者前薗輝久、DEEPkick-65kg王者野田哲司、K-1選手の峯大樹、小嶋瑠久、山脇飛翼、近藤魁成、RKSフェザー級王者兼田将暉、Krushスーパー・フェザー級王者横山朋哉、RISEの三階級制覇王者田丸辰など。
所属しているジム、PHOENIXには元ラジャダムナンスタジアム認定ライト級王者
元WBCムエタイ世界スーパーフェザー級王者、日本ムエタイ界の至宝梅野源治がいる。
RISE163では階級を上げて、初戦、ライト級4位のベテランの北井智大から2Rにダウンを奪い判定勝ちしスーパーライト級に頭角をあらわした。
RISE168にてRISEランキング3位の五冠王（英雄伝説64kg級アジア王者。西日本統一ライト級王者。蹴拳ムエタイライト級王者。DBSライト級王者。元RKAライト級王者。）マサ佐藤と対戦が決定しKO勝利した。
2025年RISEスーパーライト級タイトルマッチが決定しRISE二階級制覇、RIZINワンデートーナメント優勝の白鳥大珠と対戦する。

## 出演

### ウェブテレビ
- ヒロミ・指原の恋のお世話始めました（2022年9月15日- 、AbemaTV）

## 戦績
| キックボクシング 戦績 | キックボクシング 戦績 | キックボクシング 戦績 | キックボクシング 戦績 | キックボクシング 戦績 | キックボクシング 戦績 | キックボクシング 戦績 |
| --------------------- | --------------------- | --------------------- | --------------------- | --------------------- | --------------------- | --------------------- |
| 28 試合               | (T)KO                 | 判定                  | その他                | 引き分け              | 無効試合              |                       |
| 18 勝                 | 4                     | 11                    | 0                     | 0                     | 0                     |                       |
| 10 敗                 | 2                     | 5                     | 1                     | 0                     | 0                     |                       |

| 勝敗 | 対戦相手               | 試合結果                       | 大会名                                                                                             | 開催年月日     |
| ○    | エドゥアルド・カタリン | 3R 2:40 TKO（左ハイキック）    | RISE WORLD SERIES 2025 【GLORY×RISE LAST FEATHERWEIGHT（-63kg）TOURNAMENT1回戦】                   | 2025年8月2日   |
| ×    | 白鳥大珠               | 5R終了 判定0-3                 | RISE ElDorado 2025 【RISEスーパーライト級タイトルマッチ】                                          | 2025年3月29日  |
| ○    | ヤン・カッファ         | 3R 1:53 KO（膝蹴り）           | ABEMA presents RISE WORLD SERIES 2024 FINAL 【GLORY RISE FEATHER WEIGHT GRAND PRIXリザーブマッチ】 | 2024年12月21日 |
| ×    | チャド・コリンズ       | 1R 2:22 KO（右ストレート）     | RUF presents RISE WORLD SERIES 2024 YOKOHAMA                                                       | 2024年9月8日   |
| ○    | フランクちゃん         | 2R 0:27 KO                     | RISE180                                                                                            | 2024年7月26日  |
| ○    | セクサン               | 判定3-0                        | ONE Friday Fights 58                                                                               | 2024年4月5日   |
| ○    | 野村太一               | 3R終了 判定3-0                 | RISE 176                                                                                           | 2024年2月23日  |
| ○    | KENTA                  | 3R終了 判定3-0                 | ABEMA presents RISE_WS 2023 2nd Round                                                              | 2023年8月26日  |
| ○    | マサ佐藤               | 1R 1:11 KO（顔面への左膝蹴り） | RISE 168                                                                                           | 2023年5月28日  |
| ○    | 北井智大               | 3R終了 判定3-0                 | RISE 163                                                                                           | 2022年12月10日 |
| ×    | 木村“ケルベロス”颯太   | 3R終了 判定3-0                 | RISE 158                                                                                           | 2022年5月29日  |
| ○    | チャッピー吉沼         | 3R終了 判定3-0                 | RISE 155                                                                                           | 2022年2月23日  |
| ×    | 大谷翔司               | 2R KO                          | KNOCK OUT 2021 vol.4                                                                               | 2021年9月25日  |
| ×    | 古村匡平               | 判定                           | KNOCK OUT 2021 vol.2                                                                               | 2021年5月22日  |
| ○    | 紀州のマルちゃん       | 1R KO                          | REBELS～The FINAL～                                                                                | 2021年2月28日  |
| ○    | 中澤良介               | 3R終了判定3-0                  | REBELS.67                                                                                          | 2020年11月8日  |
| ×    | 栄基                   | 判定0-2                        | 野良犬祭                                                                                           | 2020年1月19日  |
| ○    | 昇也                   | 判定3-0                        | 鐵拳(MAキック)                                                                                     | 2019年7月7日   |
| ×    | 旭野ミノル             | 1R KO（反則負け）              | 野良犬祭4                                                                                          | 2019年1月13日  |
| ×    | 和希                   | 3R終了 判定0−3                 | RISE128                                                                                            | 2018年11月2日  |
| ○    | ペレーOZ GYM           | 3R終了 判定2-0                 | 野良犬祭3                                                                                          | 2018年8月25日  |
| ○    | 羽鳥仁                 | 判定2−0                        | TENKAICHI G19                                                                                      | 2018年4月22日  |
| ○    | 海登                   | 判定3-0                        | JAPANKICKBOXINGINNOVATIONChampionsCarnival 2017 III                                                | 2017年12月17日 |
| ×    | 宮坂佳介               | 延長R KO                       | TENKAICHI G フェザー級タイトルマッチ                                                               | 2017年11月12日 |
| ○    | 旭野ミノル             | 判定3-0                        | 野良犬祭                                                                                           | 2017年10月21日 |
| ○    | 竹吉龍                 | 判定2-0                        | TENKAICHI G17【ライト級タイトルマッチ】                                                            | 2017年4月2日   |
| ×    | 暁人                   | 判定0-3                        | J-NETWORK 2017ライト級新人王トーナメント1回戦                                                      | 2017年3月12日  |
| ○    | 世界のオザワ           | 判定3-0                        | TENKAICHI G 16                                                                                     | 2016年11月13日 |

### アマチュアキックボクシング
| 勝敗 | 対戦相手 | 試合結果 | 大会名                                                                   | 開催年月日     |
| ×    | 兼田将暉 | 判定0-2  | K-1甲子園2017/高校生日本一決定トーナメント～ -60kg準決勝/2分3R・延長1R   | 2017年11月23日 |
| ○    | 中島祐   | 判定3-0  | K-1甲子園2017/高校生日本一決定トーナメント～ -60kg準々決勝/2分3R・延長1R | 2017年11月23日 |
| ○    | 廣越海音 | 判定3-0  | K-1甲子園2017/高校生日本一決定トーナメント～ -60kg一回戦/2分3R・延長1R   | 2017年11月23日 |

## 獲得タイトル
- 元TENKAICHI G　ライト級チャンピオン
- 2018年KAMINARIMON×新空手アマチュア最強決定戦-63級優勝
- MAキックスーパーライト級2位
- K-1甲子園2017-60kg3位
- ITFテコンドーチャレンジカップ無差別級 優勝
- 全日本格斗打撃選手権大会優勝
- 第六回 NTS杯 空手道交流試合 ミドル級 優勝